# Hugh Watanabe
Hugh Watanabe (Watanabe Hyū (渡邉飛勇) en japonais), également connu sous le nom de Hugh Hogland, né le 23 décembre 1998 à Waimanalo, à Hawaii, est un joueur américain naturalisé japonais de basket-ball, évoluant au poste d'ailier fort.

## Biographie
Il naît dans l'État d'Hawaii d'un père américain et d'une mère japonaise. Il est sélectionné dans les équipes américaines de jeunes de volley-ball, avant de décider de poursuivre le basket-ball. Hugh Watanabe dispute trois saisons avec les Pilots de Portland, avant de rejoindre les Aggies de l'UC Davis en 2020. Il choisit de jouer pour la sélection japonaise. Il décide alors d'utiliser le nom de famille de sa mère, Watanabe, au lieu de celui de son père, Hogland.
Le 18 juillet 2021, il rejoint les Ryukyu Golden Kings en B.League.

## Palmarès
- Champion de B.League 2023
- 3e de la Coupe William Jones 2019